# ヨンナ・リリエンダール
ヨンナ・リサ・リリエンダール（Jonna Lisa Liljendahl、1970年11月6日 - ）は、スウェーデンの子役。

## 来歴
スウェーデンのストックホルムに生まれる。7歳の時に、アストリッド・リンドグレーンの「おもしろ荘の子どもたち」と「川のほとりのおもしろ荘」マディケンの役割を果たした。現在、広告代理店でのマネージャーとして働いている。彼女は二人の子供（息子ヒュゴと娘ムア）を持っている。